# 高漢棪
高漢棪（Hon-Yim Ko）是美國科羅拉多大學Glenn L. Murphy講座教授及前系主任。列入《美國科學名人錄》。他獲得美國工程教育學会傑出教育家獎，及科羅拉多州工程评议会金牌獎。發表研究論文200多篇，题材有离心模型，地震工程，地石和泥土结構及機械性，本構模型等。
他畢業於香港伊利沙伯中學，香港大學工程學士，加州理工學院碩士與博士。